# Aja Evans
Aja Evans (n. 12 mai 1988, Chicago, Illinois, SUA) este o sportivă ce a reprezentat Statele Unite ale Americii, medaliată olimpică. A participat la 2 ediții ale Jocurilor Olimpice (2014, 2018) în care a câștigat o medalie de bronz.